# François de Saint-Just
Pour les articles homonymes, voir Famille de Saint-Just d'Autingues.
François de Saint-Just d'Autingues est un homme politique français né le 19 mars 1896 à Joigny (Yonne) et mort le 19 octobre 1989 dans le 17e arrondissement de Paris.

## Biographie

### Jeunesse et études
Il est le fils de Victor de Saint-Just, un ancien général devenu député et maire d'Ardres, dans le Pas-de-Calais. Il suit des études de droit et de sciences politiques à l'École libre des sciences politiques. Il s'intéresse ensuite à l'archéologie préhistorique, à l'anthropologie puis à la géophysique. 

### Parcours professionnel
Quand son père décède en 1933, François de Saint-Just lui succède immédiatement dans ses fonctions de maire, puis de député à l'issue d'une élection législative partielle. Comme lui, il rejoint le groupe parlementaire conservateur de la Fédération républicaine et il est réélu lors des élections législatives françaises de 1936 dans le Pas-de-Calais.
Député actif, conservateur et très hostile au socialisme, François de Saint-Just vote, le 10 juillet 1940, en faveur de la remise des pleins pouvoirs au Maréchal Pétain. Il a reçu la Francisque.

## Distinctions
- Chevalier de la Légion d'honneur

## Sources
- « François de Saint-Just », dans le Dictionnaire des parlementaires français (1889-1940), sous la direction de Jean Jolly, PUF, 1960 [détail de l’édition]

- Ressource relative à la littérature :   - Académie française (lauréats)
- Ressource relative à la vie publique :   - Base Sycomore
- Notices d'autorité :   - VIAF
  - ISNI
  - BnF (données)
  - IdRef
  - Pays-Bas